# Roncus neotropicus
Roncus neotropicus es una especie de arácnido del orden Pseudoscorpionida de la familia Neobisiidae.[cita requerida]

## Distribución geográfica
Se encuentra en las islas Baleares (España).